# Michael Nouri

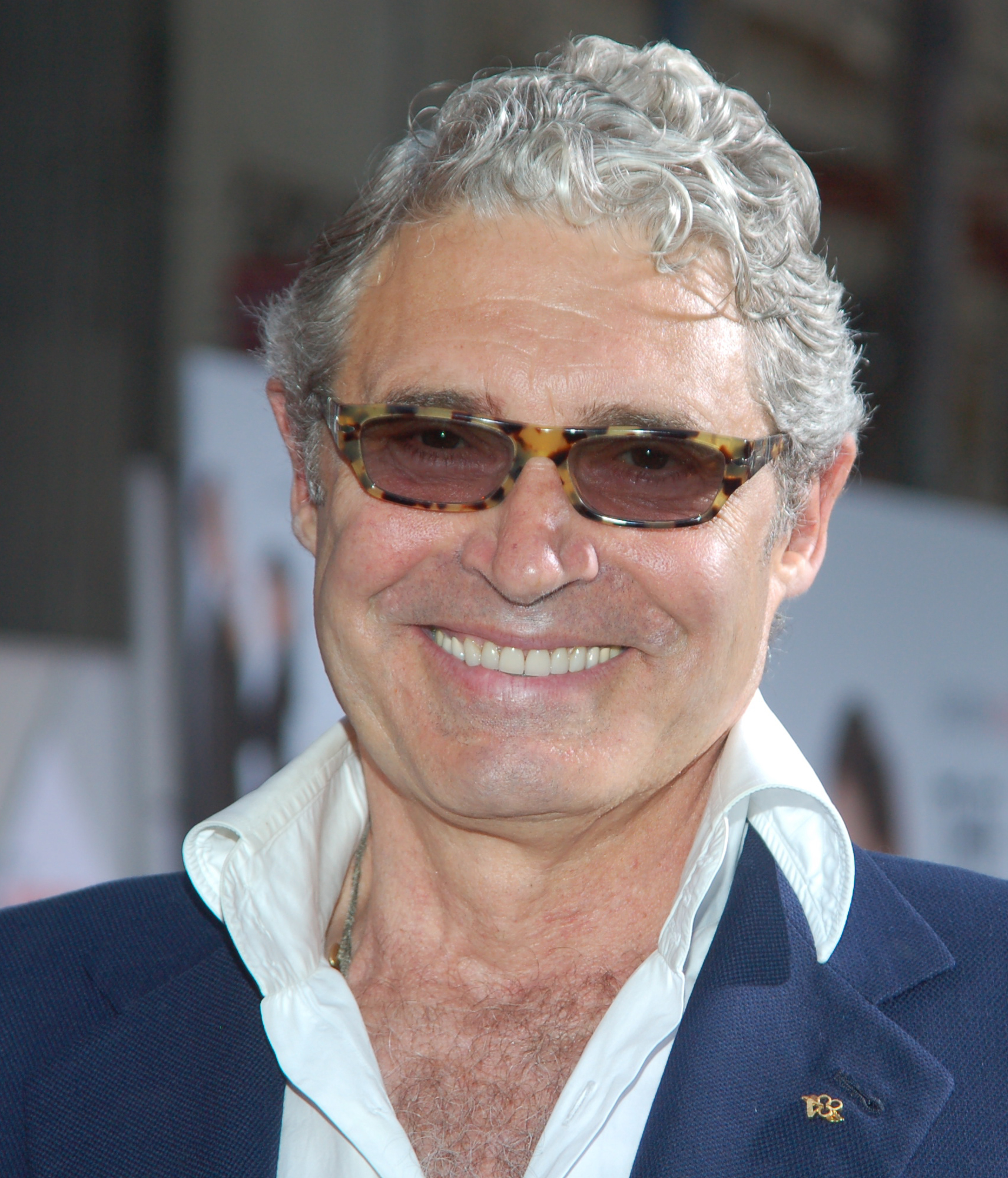
Michael Nouri (2009)

Michael Nouri (* 9. Dezember 1945 in Washington, D.C.) ist ein US-amerikanischer Schauspieler libanesischer Abstammung.

## Leben
Er besuchte das Emerson College in Boston. Der 1,91 m große Nouri war zweimal verheiratet, von 1977 bis 1978 mit Lynn Goldsmith und von 1986 bis 2001 mit Vicki Light. Er hat zwei Töchter. Bis 2003 war er mit der Schauspielerin Roma Downey liiert.
Nouri wirkte in den Filmen Forrester – Gefunden! und Flashdance mit. Außerdem war er in vielen US-Serien wie O.C., California, Star Trek: Enterprise und Cold Case – Kein Opfer ist je vergessen zu sehen. In Navy CIS spielte er den Chef des israelischen Geheimdienstes Mossad und Vater der Mossad-NCIS Agentin Ziva David.
In den 1990er Jahren war er am Broadway an der Seite von Julie Andrews in dem Musical Victor/Victoria zu sehen. In einem dem Musical entsprechenden gleichnamigen Fernsehfilm von 1995 wirkte er ebenfalls mit.

## Filmografie (Auswahl)
- 1981: The Gangster Chronicles (Fernsehserie, 13 Folgen)
- 1981: Bis zum letzten Schuß (Gangster Wars)
- 1983: Flashdance
- 1986: Imagemaker – Im Zentrum der Macht (The Imagemaker)
- 1987: The Hidden – Das unsagbar Böse (The Hidden)
- 1990: Captain America
- 1990: Mexican Jackpot (Thieves of Fortune)
- 1990: Fatal Sky
- 1991: Total Exposure – Heißer Stoff aus Mexiko (Total Exposure)
- 1993: American Yakuza
- 1995: Victor/Victoria (Fernsehfilm)
- 2000: Forrester – Gefunden! (Finding Forrester)
- 2002: Peace Virus – Die Bedrohung (Peace Virus)
- 2003–2007: Criminal Intent (Law & Order: Criminal Intent, Fernsehserie, 2 Folgen)
- 2004–2007: O.C., California (The O.C., Fernsehserie, 19 Folgen)
- 2004: Terminal (The Terminal)
- 2005: Searching for Bobby D
- 2006: Boynton Beach Club
- 2006: Noch einmal Ferien (Last Holiday)
- 2006: Unbesiegbar – Der Traum seines Lebens (Invincible)
- 2007: Brothers & Sisters (Fernsehserie, 3 Folgen)
- 2007–2011: Damages – Im Netz der Macht (Damages, Fernsehserie, 20 Folgen)
- 2008: Privileged (Fernsehserie, Folge 1x11)
- 2008–2013: Navy CIS (NCIS, Fernsehserie, 7 Folgen)
- 2009: Selbst ist die Braut (The Proposal)
- 2010: Sinatra Club – Der Club der Gangster (Sinatra Club)
- 2011: Dr. House (House, Fernsehserie, Folge 8x04)
- 2013: Body of Proof (Fernsehserie, Folge 3x04)
- 2017: Manhunt (Fernsehserie, Folge 1x04)
- 2017: Teleios – Endlose Angst (Teleios)
- 2017: Bräutigam zum Abhaken (Alex & The List)
- 2017: Greenport (Fernsehserie, eine Folge)
- 2018: American Crime Story (Fernsehserie, 2 Folgen)
- 2018: Con Man – Aufstieg und Fall des Barry Minkow (Con Man)
- 2018: Great Performances (Fernsehserie, Folge 45x21)
- 2018–2021: Yellowstone (Fernsehserie, 9 Folgen)
- 2019: Navy CIS: New Orleans (NCIS: New Orleans, Fernsehserie, Folge 6x09)
- 2020: Hawaii Five-0 (Fernsehserie, Folge 10x20)
- 2022: The Watcher (Fernsehserie, 3 Folgen)
- 2025: FBI: Most Wanted (Fernsehserie, eine Folge)